# Cheiracanthium campestre
Cheiracanthium campestre is een spin uit de familie Cheiracanthiidae die in Europa voorkomt. De wetenschappelijke naam van de soort werd in 1944 gepubliceerd door Hans Lohmander.
Het vrouwtje wordt 8 mm groot, het mannetje tot 7 mm. Het kopborststuk is roodachtig; het achterlijf is geel-beige met een donkere spitsvlek. De poten zijn gelig. De soort leeft onder stenen in droge gebieden.